# Казаков, Александр Ильич (лётчик)
Александр Ильич Казаков (11 марта 1922, Вятская губерния — 20 августа 1976, Куйбышев) — полковник Советской Армии, лётчик-испытатель, Герой Советского Союза (1954).

## Биография
Родился 11 марта 1922 года в деревне Шои Вятской губернии (ныне — Лебяжский район Кировской области), русский. В 1939 году окончил среднюю школу в рабочем посёлке Козловка Чувашской АССР, работал там же директором детской технической станции. В октябре 1940 года был призван Козловским РВК на службу в Красную Армию. В 1941 году окончил Борисоглебскую военную авиационную школу лётчиков, после чего в течение семи лет служил в ней лётчиком-инструктором, подготовил 112 выпусков курсантов на разных типах самолетов. Член ВКП(б) с 1948 года.
В 1950 году окончил школу лётчиков-испытателей, после чего служил лётчиком-испытателем авиационного завода № 1 в Куйбышеве. Занимался испытаниями реактивных истребителей «МиГ-15» и «МиГ-17», реактивных бомбардировщиков «Ил-28» и «Ту-16». В 1951 году  ему присвоено почетное звание «Летчик-испытатель СССР». 
28 сентября 1954 года во время испытаний «Ту-16», во время которых А. И. Казаков был вторым пилотом, самолёт затянуло в крутую нисходящую спираль с околозвуковой скоростью. Катапультировавшиеся командир корабля Г. С. Молчанов и кормовой стрелок Е. Н. Сережников погибли при этом из-за большого скоростного потока, а также катапультировавшийся бортрадист В. Д. Калачёв получил ранения. Казаков вместе со штурманами В. С. Тихомировым и Ю. Г. Шестаковым остался в самолёте и сумел вывести его из глубокой спирали и посадить на аэродром.
Указом Президиума Верховного Совета СССР от 27 октября 1954 года за «мужество и героизм, проявленные при испытании новой авиационной техники» майор Александр Ильич Казаков был удостоен звания Героя Советского Союза с вручением ордена Ленина и медали «Золотая Звезда» за номером 10823.
В декабре 1960 года в звании подполковника он был уволен в запас, позднее получил звание полковника запаса. В 1961–1972 годах работал лётчиком-испытателем на том же Куйбышевском авиационном заводе, занимался испытаниями самолётов «Ту-95», «Ту-114», «Ту-126», «Ту-142». Проживал в Куйбышеве (ныне Самара).
Скончался 20 августа 1976 года, похоронен в Самаре.
Заслуженный лётчик-испытатель СССР (1967). Был также награждён орденами Отечественной войны 2-й степени и Красной Звезды, рядом медалей.

## Память

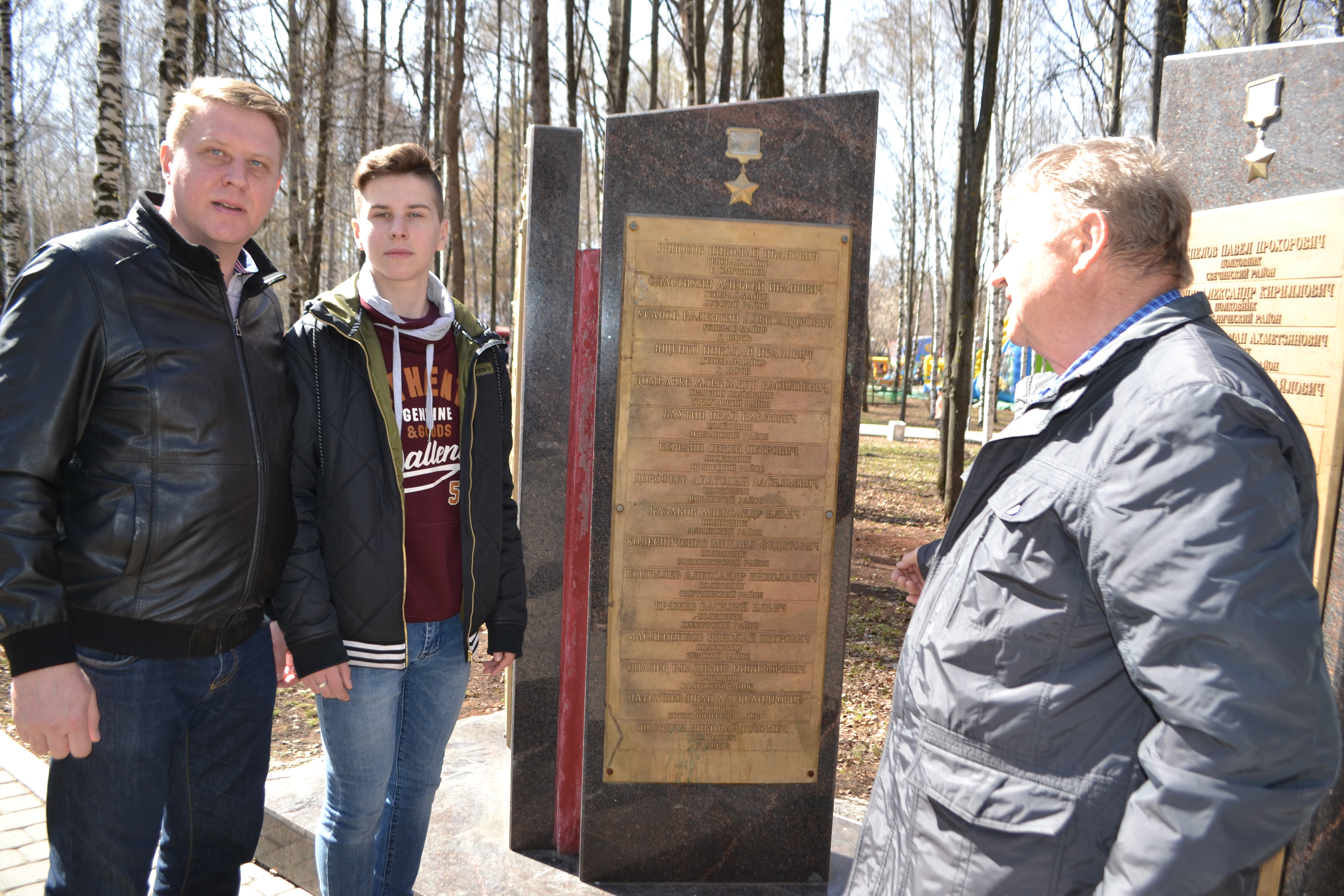
Имя Героя выбито на гранитной стеле на Аллее Славы в парке Победы города Киров

- Имя Героя выбито на гранитной стеле на Аллее Славы в парке Победы города Киров.
- Именем А.И. Казакова названа улица в городе Козловка[5].